# Ernest al II-lea de Suabia
Ernest al II-lea (n. 1010 – d. 17 august 1030, Ruine Falkenstein⁠(d), Baden-Württemberg, Germania), membru al familiei de Babenberg, a fost duce de Suabia de la 1015 până la moarte.
Ernest era fiul ducelui Ernest I de Suabia cu Gisela de Suabia. Ca fiu mai mare, Ernest a devenit duce imediat după moartea tatălui său. Fiind însă minor, conducerea Suabiei a fost încredințată unei regențe. Poziția de regent a revenit inițial mamei sale, Gisela, după care funcția a fost asumată de arhiepiscopul Poppo de Trier.
În 1024, noul soț al mamei sale, Conrad, cu care se căsătorise din 1016, a fost ales rege al Germaniei sub numele de Conrad al II-lea. Cu toate că acesta a fost generos în relația sa cu Ernest, disputele dintre Ernest și tatăl său vitreg nu au întârziat să apară. Ernest nu privea cu ochi buni puterea manifestată de regii germani asupra Suabiei. Atât Conrad, cât și Ernest emiteau pretenții asupra Regatului Burgundiei atunci când Rudolf al III-lea a murit fără moștenitori. Mama Giselei era Gerberga de Burgundia, soră a regelui, și atât Conrad cât și Ernest își doreau succesiunea asupra Burgundiei.
În 1025 Ernest, care era încă la o vârstă tânără, s-a răsculat împotriva lui Conrad al II-lea. Totuși, până în 1026, regele a reușit să înfrângă rezistența, iar Ernest a trebuit în cele din urmă să se supună. În continuare, el a participat la expediția din Italia a tatălui său vitreg din 1026-1027. Pe când se aflau încă în Italia, Conrad l-a trimis pe Ernest înapoi în Suabia, pentru a zdrobi rezistența locală de acolo. Odată revenit, Ernest s-a alăturat opoziția și s-a răsculat încă o dată împotriva lui Conrad. În cele din urmă însă Ernest a fost silit să se supună din nou, iar Conrad l-a aruncat în închisoare. În ciuda faptului că i-a acordat sprijin lui Conrad împotriva fiului ei, Gisela nu își dorea ca Ernest să fie umilit; ca urmare, el s-a menținut în poziția ducală, după ce se pare că Gisela a guvernat ducatul câtă vreme el a fost închis.
În 1028, fiul lui Conrad, Henric a fost încoronat ca rege, sub numele de Henric al III-lea. În acel moment, ca urmare a cererilor Giselei, Ernest a fost eliberat, deși nu i s-au acordat în integralitate puterile ducale. În adunarea imperială de Paște din anul 1030, lui Ernest i s-au acordat acele puteri, cu condiția de a-i înlătura pe vechii dușmani ai lui Conrad. Refuzul lui Ernest de a se conforma, în special în ceea ce îi privea pe prietenul său Werner de Kyburg, a condus la căderea lui definitivă. La numai câteva luni după aceea, în timp ce luptau împotriva episcopului de Konstanz, atât Ernest cât și Werner au fost uciși. Ernest a fost înmormântat în Konstanz, iar Ducatul de Suabia a trecut în mâinile fratelui său mai tânăr, Herman al IV-lea.
1. ↑  „Ernest al II-lea al Suabiei”, Gemeinsame Normdatei, accesat în 9 aprilie 2014
2. ↑  The Peerage